# Halowe Mistrzostwa Europy w Lekkoatletyce 1971 – sztafeta 4 × 1 okrążenie kobiet
Sztafeta 4 × 1 okrążenie kobiet – jedna z konkurencji biegowych rozgrywanych podczas halowych lekkoatletycznych mistrzostw Europy w hali Festiwalna w Sofii. Rozegrano od razu bieg finałowy 13 marca 1971. Długość jednego okrążenia wynosiła 200 metrów, więc była to sztafeta 4 × 200 metrów. Zwyciężyła reprezentacja Związku Radzieckiego, która tym samym obroniła tytuł z poprzednich igrzysk.

## Rezultaty

### Finał
Rozegrano od razu bieg finałowy, w którym wzięły udział 3 sztafety.

Opracowano na podstawie materiału źródłowego.
| Miejsce | Reprezentacja | Zawodniczki                                                                    | Czas   |
| ------- | ------------- | ------------------------------------------------------------------------------ | ------ |
| 1       | ZSRR          | Natalja Czistiakowa, Ludmyła Aksionowa, Marina Nikiforowa, Tatjana Kondraszowa | 1:37,1 |
| 2       | RFN           | Annelie Wilden, Elfgard Schittenhelm, Annegret Kroniger, Christine Tackenberg  | 1:38,0 |
| 3       | Bułgaria      | Iwanka Wenkowa, Iwanka Koszniczarska, Sofka Kazandżiewa, Monka Bobczewa        | 1:39,7 |